# Corniger spinosus
El candil espinoso es la especie Corniger spinosus, la única del género Corniger, un pez marino de la familia holocéntridos, distribuida por el Atlántico oeste, desde las costas de Carolina del Sur (EE. UU.) hasta el sur de Brasil, por todo el mar Caribe y Golfo de México, así como por la isla de Santa Elena y el sur de África en el Atlántico este. No es pescado pero tiene un potencial interés pesquero.

## Anatomía
Cuerpo comprimido lateralmente con color rojo brillante no rallado más oscuro por encima, con una longitud máxima descrita de 20 cm; en la aleta dorsal tiene 12 espinas y 14 radios blandos, mientras que en la aleta anal tiene 4 espinas y 11 radios blandos.
Es muy característico de esta especie que el preopérculo tenga grandes espinas en la parte de la punta y pequeñas espinas en su parte inferior, con tres grandes espinas proyectándose desde cada ojo.

## Hábitat y biología
Vive cerca del fondo de mares tropicales en un rango de profundidad entre 45 y 275 metros, habitando fuertes pendientes de roca y arrecifes.